# Ліствєнничне
Ліствєнничне (рос. Лиственничное) — село Прибайкальського району, Бурятії Росії. Входить до складу Сільського поселення Ітанцинського.
Населення — 161 особа (2015 рік).